# Estación de Barca da Amieira-Envendos
La Estación Ferroviaria de Barca da Amieira-Envendos, igualmente conocida como Estación de Barca da Amieira o Apeadero de Barca da Amieira, es una plataforma ferroviaria de la Línea de la Beira Baixa, que sirve a la parroquia de Envendos, en el Distrito de Santarém, en Portugal.

## Descripción

### Localización y accesos
Esta plataforma se encuentra junto a la localidad de Barca da Amieira.

### Características físicas
En 2004, esta plataforma tenía la clasificación de estación, y disponía de dos vías de circulación.
En enero de 2011, continuaba presentando dos vías de circulación, ambas con 466 metros de longitud; las plataformas tenían ambas 150 metros de extensión, y 70 centímetros de altura.

### Servicios
En julio de 2011, los únicos servicios de pasajeros que utilizaban esta estación eran los convoyes Regionales, asegurados por la operadora Comboios de Portugal.

## Historia
El tramo entre Abrantes y Covilhã de la Línea de la Beira Baixa, en la cual esta plataforma se inserta, comenzó a ser construido a finales de 1885, y entró en explotación el 6 de septiembre de 1891.
En 1932, se emprendieron obras de mejora de la toma de agua, y, en 1934, fue aprobado un proyecto de ampliación de esta estación.